# Provincia di Cagayan
Cagayan (in tagalog: Kagayan; in spagnolo: Cagayán) è una provincia filippina nella regione della Valle di Cagayan nelle Filippine settentrionali.
Il suo capoluogo è Tuguegarao.

## Geografia fisica
La provincia di Cagayan è la più settentrionale di tutte le Filippine, occupando l'estremità nord-orientale dell'isola di Luzon e comprendendo le Isole Babuyan, arcipelago che occupa il canale di Balintang, oltre il quale si trova l'isola di Formosa. Interessanti, sull'isola di Babuyan, i cinque vulcani fra i quali il più alto e attivo è il Monte Babuyan Claro.
Cagayan si sviluppa sulla foce del fiume omonimo e confina a sud con la provincia di Isabela, ad ovest, lungo i monti della Cordillera, per un breve tratto con la provincia di Kalinga e per tutto il restante confine con la provincia di Apayao, mentre la parte più nord-occidentale, a ridosso della zona costiera confina con la provincia di Ilocos Norte.

## Geografia antropica

### Suddivisioni amministrative
La provincia di Cagayan comprende una città e 28 municipalità.

#### Città
- Tuguegarao
- Santa Praxedes

#### Municipalità
- Abulug
- Alcala
- Allacapan
- Amulung
- Aparri
- Baggao
- Ballesteros
- Buguey
- Calayan
- Camalaniugan
- Claveria
- Enrile
- Gattaran
- Gonzaga

- Iguig
- Lal-lo
- Lasam
- Pamplona
- Peñablanca
- Piat
- Rizal
- Sanchez-Mira
- Santa Ana
- Santa Praxedes
- Santa Teresita
- Santo Niño
- Solana
- Tuao